# Mukim (Brunei)
Ein Mukim ist ein Unterdistrikt eines Daerah (Distrikt) in Brunei. Eine direkte Übersetzung ist Bezirk oder Verwaltungsbezirk.
Die vier Distrikte Bruneis sind in 39 Mukims unterteilt.
| Nr. | Distrikt     | Karte                                            | Mukims | Anzahl |
| --- | ------------ | ------------------------------------------------ | --- | ------ |
| 1.  | Brunei-Muara | (Karte vor der Aufteilung von Gadong in A und B) | Berakas A Berakas B Burong Pingai Ayer Gadong A Gadong B Kianggeh Kilanas Kota Batu Lumapas Mentiri Pengkalan Batu Peramu Saba Sengkurong Serasa Sungai Kebun Sungai Kedayan Tamoi | 18     |
| 2.  | Belait       |                                                  | Bukit Sawat Kuala Balai Kuala Belait Labi Melilas Seria Sukang | 8      |
| 3.  | Tutong       |                                                  | Keriam Kiudang Lamunin Pekan Tutong Rambai Tanjong Maya Telisai Ukong | 8      |
| 4.  | Temburong    |                                                  | Amo Bangar Batu Apoi Bokok Labu | 5      |